# AlphaGo世紀對決
AlphaGo世紀對決是一部圍棋紀錄片，記錄AlphaGo從出道至2016年AlphaGo李世乭五番棋的過程。

## 上映
從2017年4月開始在各影展上播放。台灣在高雄電影節上映（2017年10月22日、10月25日）。
網路平台部份，2017年在Google Play、iTunes以及Amazon上映，2018年在Netflix上映。

## 獲獎情況

### 得獎
- Denver Film Festival（英语：Denver Film Festival） - Maysles Brothers Award[9]
- Traverse City Film Festival（英语：Traverse City Film Festival） - Knowledge is Power Science Prize[10]
- 华沙国际电影节 - Best Documentary[11]

### 提名
- 评论家选择电影奖 - Critics' Choice Movie Award for Best Documentary Feature（英语：Critics' Choice Movie Award for Best Documentary Feature） - Best Sports Documentary（進行中）[12]
- Philadelphia Film Festival（英语：Philadelphia Film Festival） - Student Choice Award

## 相關連結
- AlphaGo
- AlphaGo李世乭五番棋
- DeepMind
- 李世乭
- 杰米斯·哈萨比斯
- 樊麾

## 外部連結
- 官方网站 （英文）
- 互联网电影数据库（IMDb）上《AlphaGo世紀對決》的资料（英文）